# 50 meilleurs contributeurs de l'Euroligue

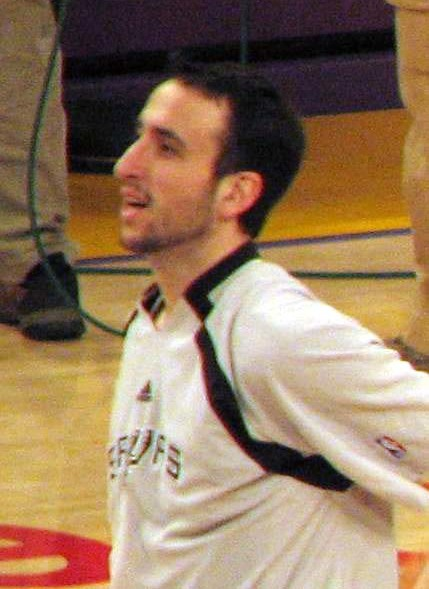
Manu Ginobili, San Antonio Spurs contre Los Angeles Lakers, 28 Janvier 2007.

Les 50 meilleurs contributeurs de l’Euroligue (50 Greatest Euroleague Contributors) ont été désignés le 3 février 2008 à Madrid, à l’occasion du cinquantième anniversaire de la Coupe d'Europe des clubs champions de basket-ball, prédécesseur de l’Euroligue.
La liste est composée des 35 meilleurs joueurs, des 10 meilleurs entraîneurs et des 5 meilleurs arbitres de l'histoire. Elle inclut également d'autres personnes proposées dans chaque catégorie.

## 35 meilleurs joueurs de l'histoire de l'Euroligue
- Serbie : 
  - Radivoj Korać (1953-69)
  - Dražen Dalipagić (1971-91)
  - Vlade Divac (1985-05)
  - Aleksandar Djordjevic (1985-05)
  - Predrag Danilović (1987-00)
  - Dejan Bodiroga (1990-07)
- Italie : 
  - Aldo Ossola (1962-80)
  - Dino Meneghin (1966-94)
  - Mike D'Antoni (1969-90)
  - Pierluigi Marzorati (1970-91, 2006)
  - Antonello Riva (1977-02)
- Espagne : 
  - Emiliano Rodríguez (1958-73)
  - Clifford Luyk (1958-78)
  - Wayne Brabender (1965-85)
  - Juan Antonio Corbalán (1971-91)
  - Juan Antonio San Epifanio « Epi » (1976-95)
- Croatie : 
  - Krešimir Ćosić (1964-83)
  - Dražen Petrović (1979-93)
  - Dino Radja (1984-03)
  - Toni Kukoč (1985-06)
- Grèce : 
  - Níkos Gális (1975-95)
  - Panayótis Yannákis (1976-96)
  - Frangískos Alvértis (1990-09)
  - Theódoros Papaloukás (1995-2013)
- États-Unis : 
  - Walter Szczerbiak (1967-84)
  - Bob Morse (1968-86)
  - Bob McAdoo (1969-93)
  - Anthony Parker (1993-2012)
- Lituanie : 
  - Arvydas Sabonis (1981-05)
  - Šarūnas Jasikevičius (1994-2014)
- Russie : 
  - Sergei Belov (1964-80)
- Bosnie-Herzégovine : 
  - Mirza Delibašić (1972-83)
- Israël : 
  - Miki Berkovich (1971-95)
- Argentine : 
  - Emanuel Ginóbili (1996-présent)
- Mexique : 
  - Manuel « Manolo » Raga (1963-77)

### Autres joueurs proposés
- États-Unis : 
  - Miles Aiken (1960-70)
  - Bill Bradley (1961-77)
  - Charlie Yelverton (1968-80)
  - Aulcie Perry (1970-85)
  - Bruce Flowers (1975-87)
  - Larry Wright (1975-88)
  - Clarence Kea (1976-94)
  - Kevin Magee (1977-94)
  - Audie Norris (1978-94)
  - Corny Thompson (1978-96)
  - Dominique Wilkins (1979-99)
  - Michael Young (1980-96)
  - Johnny Rogers (1981-04)
  - Joe Arlauckas (1983-00)
  - David Rivers (1984-01)
  - Derrick Sharp (1990-2011)
  - Marcus Brown (1992-2011)
  - Tyus Edney (1993-2010)
- Croatie : 
  - Josip Giuseppe « Pino » Djerdja (1958-76)
  - Mihovil Nakić-Vojnović (1974-88)
  - Aleksandar « Aco » Petrović (1979-92)
  - Velimir Perasović (1984-03)
  - Stojan « Stojko » Vranković (1985-02)
  - Nikola Vujčić (1995-présent)
- Serbie : 
  - Zoran « Moka » Slavnić (1963-83)
  - Dragan Kićanović (1966-84)
  - Žarko Varajić (1969-84)
  - Zoran Savić (1986-02)
  - Željko Rebrača (1991-07)
- Espagne : 
  - Rafael Rullán (1969-88)
  - Ignacio « Nacho » Solozábal (1975-92)
  - Fernando Martín (1979-89)
  - Jordi Villacampa (1980-97)
  - Juan Carlos Navarro (1997-présent)
- Italie : 
  - Carlo Recalcati (1967-79)
  - Roberto Brunamonti (1975-96)
  - Walter Magnifico (1980-01)
  - Riccardo Pittis (1984-04)
- Russie : 
  - Gennadi Volnov (1956-73)
  - Yury Korneev (1957-66)
  - Vladimir Andreev (1962-75)
  - Anatoli Mychkine (1972-86)
- Lituanie : 
  - Valdemaras Chomičius (1978-00)
  - Rimas Kurtinaitis (1982-06)
  - Artūras Karnišovas (1989-02)
  - Saulius Štombergas (1991-07)
- France : 
  - Richard Dacoury (1976-98)
  - Stéphane Ostrowski (1979-05)
  - Antoine Rigaudeau (1987-05)
- Slovénie : 
  - Ivo Daneu (1956-70)
  - Jurij « Jure » Zdovc (1987-03)
  - Matjaž Smodiš (1994-2013)
- Israël : 
  - Tal Brody (1961-77)
  - Motti Aroesti (1973-88)
  - Doron Jamchi (1984-00)
- Lettonie : 
  - Maigonis Valdmanis (1949-63)
  - Valdis Muižnieks (1951-69)
  - Jānis Krūmiņš (1954-69)
- Grèce : 
  - Panayiótis Fasoúlas (1981-99)
  - Dimítris Diamantídis (1999-présent)
- Ukraine : 
  - Vladimir Tkatchenko (1973-92)
  - Alexander Volkov (1983-96)
- Monténégro : 
  - Duško Ivanović (1980-96)
  - Žarko Paspalj (1982-99)
- Turquie : 
  - İbrahim Kutluay (1991-2009)
  - Mirsad Türkcan (1994-2012)
- Macédonie : 
  - Petar Naumoski (1989-04)
- République Tchèque : 
  - Jiří Zídek Sr. (1962-83)
- Arménie : 
  - Armenak Alachachian (1952-68)
- Argentine : 
  - Luis Scola (1996-présent)

## 10 meilleurs entraîneurs de l’histoire de l’Euroligue
- Serbie: 
  - Aleksandar « Aca » Nikolić (1954-84)
  - Dušan Ivković (1978-présent)
  - Božidar « Boža » Maljković (1979-présent)
  - Želimir « Željko » Obradović (1991-présent)
- Espagne: 
  - Pedro Ferrándiz (1957-75)
  - Manuel « Lolo » Sáinz (1972-00)
- Russie: 
  - Aleksandr Gomelski (1954-91)
- États-Unis: 
  - Dan Peterson (1963-87)
- Italie: 
  - Ettore Messina (1989-présent)
- Israël: 
  - Pinhas « Pini » Gershon (1992-présent)

### Autres entraîneurs proposés
- Italie: 
  - Cesare Rubini (1947-74)
  - Alessandro « Sandro » Gamba (1973-91)
  - Valerio Bianchini (1974-06)
- Serbie: 
  - Ranko Žeravica (1958-03)
  - Svetislav Pešić (1982-présent)
- Croatie: 
  - Mirko Novosel (1967-93)
  - Željko Pavličević (1985-présent)
- Espagne: 
  - Alejandro « Aíto » García Reneses (1974-présent)
- Grèce: 
  - Yánnis Ioannídis (1978-04)
- Israël: 
  - Ralph Klein (1976-96)

## 5 meilleurs arbitres de l’histoire de l’Euroligue
- Bulgarie: Artenik Arabadjian
- Russie: Mikhail Davidov
- Slovaquie: Lubomir Kotleba
- France: Yvan Mainini
- Grèce: Kóstas Rígas

### Autres arbitres proposés
- Serbie: Obrad Belošević
- Finlande: Carl Jungebrand
- Hongrie: Ervin Kassai
- Pologne: Wiesław Zych
- Lituanie: Romualdas Brazauskas
- Espagne: Pedro Hernández-Cabrera
- Royaume-Uni: David Turner